# まちがいさがし (菅田将暉の曲)
「まちがいさがし」は、日本の歌手・菅田将暉の楽曲。1作目の配信シングルとして2019年5月14日にエピックレコードジャパンより配信された。シンガーソングライターの米津玄師によって書かれたこの曲は、菅田と同事務所に所属する松坂桃李主演の関西テレビ制作・フジテレビ系 火曜21時ドラマ「パーフェクトワールド」の主題歌として起用された。この楽曲で菅田は歌手として『第70回NHK紅白歌合戦』に初出場した。また、米津玄師のアルバム『STRAY SHEEP』に米津のセルフカバーバージョンが収録されている。

## 背景
2017年『灰色と青（ + 菅田将暉 ）』でのコラボレーション後、米津と菅田でまた一緒に何かやりたいとお互いに話し合っていたものが実現したもの。当初の予定より半年以上かかったと言い、2018年11月に行われた菅田のライブ時にMCで『米津玄師が「俺はまだ菅田将暉に歌わせたい曲がある」と言っている（が、菅田将暉のことを考え過ぎて3ヶ月間で1曲も作れなかった！笑）』というエピソードを披露していた。また米津も公式サイトの2018年12月のブログで「スランプ」というタイトルで投稿した記事がこの曲の制作でのことで「菅田将暉に歌わせるなら気の抜けた曲を作れない」と肩肘を張ってしまった事を認めつつ、最終的には「素晴らしいものになったと思う｣と語っている。
作曲にあたっては「菅田じゃないと歌えない曲じゃないと意味がない」という考えから、菅田のボーカルにフォーカスをあてた曲であり、間違いだらけの人生を肯定した前向きなものとなっている。
菅田・米津両名が出演した2019年4月22日放送の「菅田将暉のオールナイトニッポン」にて初フルサイズオンエアされた。5月20日豊洲PITにて行われたイベント「パーフェクトワールド SPECIAL NIGHT」にて初披露。

## ミュージック・ビデオ
2019年6月4日に公開。監督は林響太朗。歌詞を活かすためのシンプルなつくりのMV。ピアノを演奏しているのは編曲も担当したトオミヨウ。
菅田は「生きていくなかでいろいろなものを探していく日々の美しさと孤独の部分が表現されていて、綺麗で美しい作品になりました」、監督の林も「彼を思い作り上げたこの曲と、彼への想いもこめて歌い上げたこの心地の良い関係性から生まれる音楽。そこには優しくて、力強い映像が映し出されると良いのではと考えました」とコメントしている。
2020年2月22日、再生回数が1億回を突破。

## 収録曲と規格
| #  | タイトル           | 作詞・作曲 | 編曲                 | 時間 |
| -- | ------------------ | ---------- | -------------------- | ---- |
| 1. | 「まちがいさがし」 | 米津玄師   | 米津玄師・トオミヨウ | 3:41 |

## カバー
| アーティスト | 収録先                  | 発売日       | 備考                                                             |
| ------------ | ----------------------- | ------------ | ---------------------------------------------------------------- |
| 米津玄師     | アルバム『STRAY SHEEP』 | 2020年8月5日 | 本楽曲の作詞作曲を手掛けた米津玄師によるセルフカバーバージョン。 |

## チャート成績
- iTunesなど各配信サイトにてデイリーチャート1位を獲得し、32冠を達成。ウィークリーチャートと併せて50冠を達成した。
- 2019年5月27日付のオリコン週間デジタルシングル（単曲）ランキングでは初動99,164ダウンロードを売り上げ、週間1位にランクインした。
- 2019年5月27日付のオリコン週間合算シングルランキングでは初動39,666ptを記録し、週間2位にランクインした。
- 2019年6月3日付のオリコン週間デジタルシングル（単曲）ランキングでは65,335ダウンロードを売り上げ、2週連続1位にランクインした。
- 2019年6月3日付のオリコン週間合算シングルランキングでは26,134ptを記録し、2週連続2位にランクインした。
- 2019年6月10日付のオリコン週間デジタルシングル（単曲）ランキングでは40,717ダウンロードを売り上げ、3週連続1位にランクインした。
- レコチョク上半期ランキング2019「レコチョクランキング（シングル）」部門で3位を記録。
- 2019年7月15日付のオリコン週間デジタルシングル（単曲）ランキングでは2万ダウンロードを売り上げ、5週ぶりに1位に返り咲いた。返り咲き一位は自身初。
- YouTubeチャート「週間楽曲ランキング」にて4週連続1位を獲得。
- 2019年5月27日付・6月3日付・7月8日付・7月15日付のBillboard JAPAN HOT BUZZ SONGで1位を獲得。